# أحمد خالد (مخرج)
أحمد خالد (1 أبريل 1979 -) هو كاتب سيناريو ومخرج مصري.

## حياته ونشأته
من مواليد 1 أبريل 1979. تخرج من كلية الفنون الجميلة جامعة حلوان، وشارك بأكثر من معرض بمصر والخارج.

## مسيرته
أخرج فيلمه الروائي القصير الأول عام 2005 بعنوان «الجنيه الخامس».
ثم قام بإخراج فيلمه الروائي القصير الثاني بعنوان «عين السمكة» بعام 2007، الذي حصل عنه على جائزة شادي عبد السلام للعمل الأول لأحسن مخرج من المهرجان القومي للسينما المصرية 2008.

## جوائز
حصل «أحمد خالد» على العديد من الجوائز منها جائزة لجنة التحكيم في الرسم من صالون الشباب 2002
وجائزة التصوير الفوتوغرافي من نفس الصالون 2004.

## أعماله[3]
أخرج مسلسل أبواب الخوف عام 2011 وهو أول مسلسل رعب في الدراما العربية وشارك بكتابته، كما أخرج مسلسل ضد الكسر عام 2021، كما شارك بالكتابة في أكثر من مسلسل مثل «تامر وشوقية»، «راجل وست ستات (مسلسل)»، «العيادة (مسلسل)»،
ومسلسل الكرتون «عائلة الأستاذ أمين».ويعمل بالإخراج وله أفلام قصيرة ووثائقية وإعلانات تليفزيونية أيضا.
عمل مسلسل حكيم

## وصلة خارجية
- أحمد خالد على موقع IMDb (الإنجليزية)
- أحمد خالد على موقع قاعدة بيانات الأفلام العربية

أحمد خالد على قاعدة بيانات الأفلام العربية.